# Prima Lega (calcio femminile)
La Prima Lega è il terzo livello del campionato svizzero femminile di calcio. Fu istituita nel 1980.
È composta da 2 gruppi di 12 squadre che disputano un campionato senza play-off.
La prima classificata di ogni gruppo è promossa in Lega Nazionale B, mentre le ultime 3 retrocedono direttamente in Seconda Lega cantonale.